# 사자바강
사자바강(체코어: Sázava, 폴란드어: Sazawa, 독일어: Sasau)은 체코 비소치나주와 중앙보헤미아주를 흐르는 강으로 길이는 225.9 km, 유역 면적은 4350.3 km2이다. 사자바강과 접한 주요 도시로는 체코 슈댜르 나트 사자보우, 프르지비슬라프, 하블리치쿠프브로트, 스베틀라 나트 사자보우, 레데치 나트 사자보우, 즈루치 나트 사자보우, 사자바, 티네츠 나트 사자보우, 등이 있다.